# NK Katarina Fojnica
NK Katarina je bosanskohercegovački nogometni klub iz Fojnice.

## Povijest
Klub je proistekao iz fojničkog Udruženja za sport i rekraciju, a registriran je 2007. godine. Klub broji preko stotinu članova. Od 2009. godine se selekcija do 15 godina natječe u Omladinskoj ligi ŽSB za pionire. 
Od sezone 2015./16. aktivni su i u seniorskom nogometu kada se počinju natjecati u 2. županijskoj ligi ŽSB. Iste sezone, nakon osvajanja trećeg mjesta, ostvaruju plsman u 1. županijsku ligu ŽSB. Već sljedeće sezone klub ispada u niži rang natjecanja. Zbog reorganizacije natjecanja u sezoni 2020./21. igraju u 1. županijskoj ligi.

## Vanjske poveznice
- Udruženje za sport i rekreaciju Katarina Fojnica  Arhivirana inačica izvorne stranice od 6. listopada 2014. (Wayback Machine)